# Белокорема вълнолюбка
Белокорема вълнолюбка (Fregetta grallaria) е вид птица от семейство Hydrobatidae.

## Разпространение
Видът е разпространен в Аржентина, Австралия, Бразилия, Нова Зеландия, Света Елена, Възнесение, Тристан да Куня, Френска Полинезия, Френски южни и антарктически територии, Чили и Южна Африка.